# Creagrutus peruanus
Creagrutus peruanus är en fiskart som först beskrevs av Steindachner, 1877.  Creagrutus peruanus ingår i släktet Creagrutus och familjen Characidae. Inga underarter finns listade i Catalogue of Life.